# Hochwasser in Südwestdeutschland 2024
Das Hochwasser in Südwestdeutschland, das Mitte Mai 2024 durch starke Regenfälle im Saarland sowie in Teilen von Rheinland-Pfalz und Baden-Württemberg verursacht wurde, führte zu Überschwemmungen, Stromausfällen und Erdrutschen. Der Deutsche Wetterdienst (DWD) maß stellenweise mehr als 100 Liter Regen pro Quadratmeter in 24 Stunden. Die saarländische Landeshauptstadt Saarbrücken und mehrere Kreise im Saarland riefen eine Großschadenslage aus. Außerhalb von Deutschland waren Teile Frankreichs, Belgiens und der Niederlande betroffen. Besonders schwer betroffen war das Saarland. Ministerpräsidentin Anke Rehlinger erklärte, die Hochwasserlage dort sei die schlimmste seit dem Jahrhunderthochwasser 1993 gewesen.

## Meteorologie
Verursacht wurden das Hochwasser von Tief Katinka, einem kleinen Randtief, das sich über 12 Stunden kaum von der Stelle bewegte. Dadurch gab es sehr starke Niederschläge in einer kleinen Region, anstatt dass der Niederschlag über eine größere Fläche verteilt wurde. Zudem war durch eine feuchtwarme Wetterlage sehr viel Wasserdampf in der Erdatmosphäre. Dies kommt durch den menschengemachten Klimawandel immer häufiger vor, da die Atmosphäre mit höheren Temperaturen mehr Feuchtigkeit aufnehmen kann.
Das Frühjahr war in Deutschland das wärmste seit Beginn der Wetteraufzeichnungen.
Da das Mittelmeer etwa 2 bis 3 Grad zu warm war, konnte das Tief dort sehr viel Feuchtigkeit aufnehmen.
Einem Zwischenstand des DWD vom 17. Mai mittags zufolge setzte der Regen in Baden-Württemberg ein, wo es verbreitet 40 bis 50 Liter, in Nordbaden sogar bis 70 Liter pro Quadratmeter regnete. Dann weitete sich das Regengebiet auf den Süden von Rheinland-Pfalz und das Saarland aus. Dabei fielen beispielsweise in Saarbrücken binnen 12 Stunden zwischen 70 und 80 l/m², wobei der Großteil dieses Regens, der sonst in einem Monat fällt, binnen sechs Stunden fiel. Insgesamt fielen am 17. Mai mancherorts mehr als 100 Liter Regen/m² binnen 24 Stunden; in weiten Teilen des Saarlandes waren es 60 bis 100 l/m².
Der DWD gab für manche Regionen eine Warnung der höchsten Kategorie „Extrem ergiebiger Dauerregen“ aus und warnte an manchen Gewässern vor 20- bis 50-jährigen Hochwasserereignissen und darüber hinaus. Der Professor für Wasserbau und Wasserwirtschaft Holger Schüttrumpf (RWTH Aachen) ordnete die Hochwasser im Saarland am 18. Mai als 50- bis 100-jähriges Hochwasser ein, also Hochwasser, die selten seien, aber nicht „absolut außergewöhnlich“.

## Folgen

### Saarland

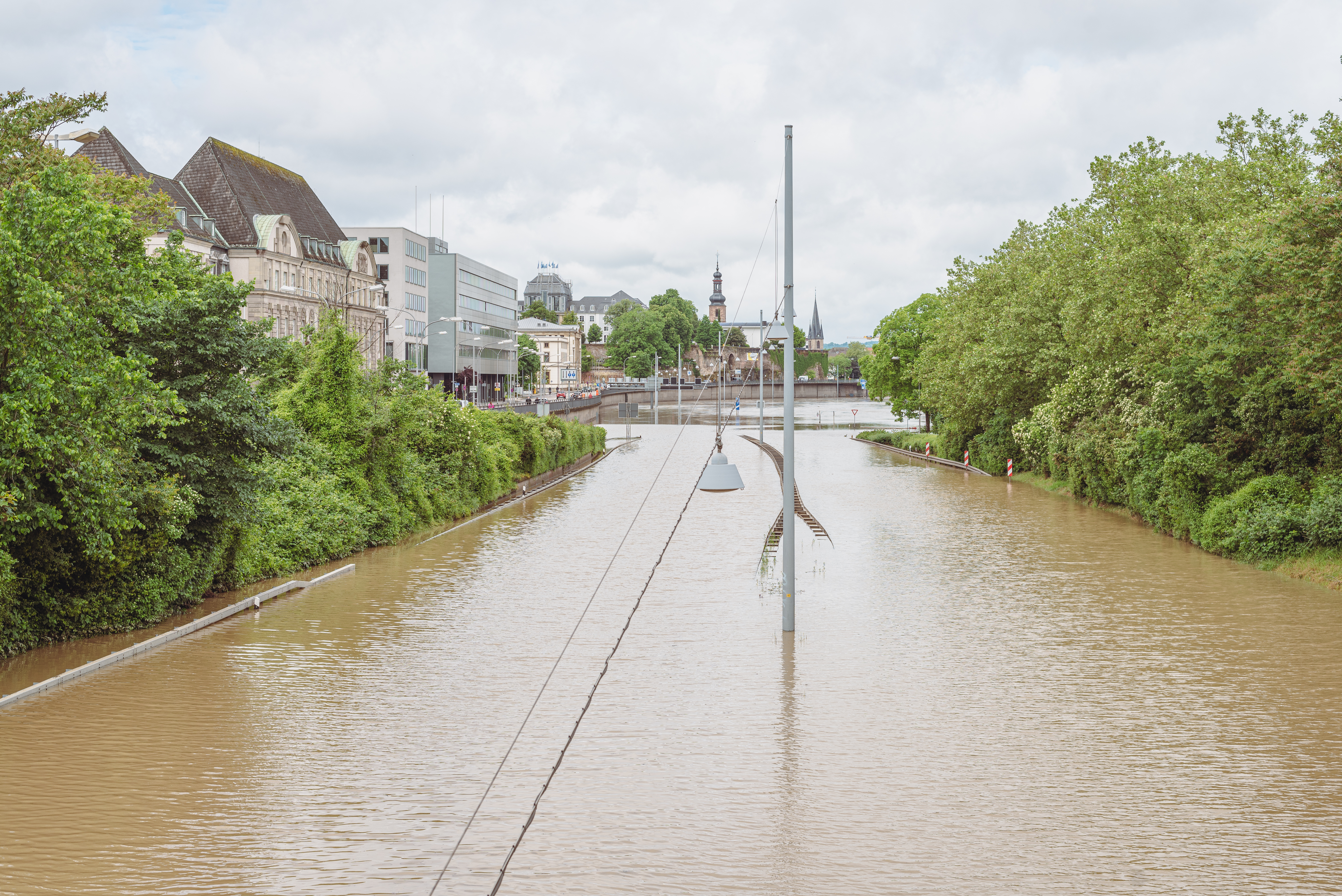
Überflutete Bundesautobahn 620 in Saarbrücken

Im Saarland kam es vielerorts zu Überschwemmungen, bei denen viele Keller, Erdgeschosse und ganze Straßenzüge unter Wasser standen. Fast im ganzen Saarland kam es zu überfluteten Straßen, vollgelaufenen Kellern oder Erdrutschen. Behörden rechnen mit großen Sachschäden. In Fremersdorf erreichte der Pegel der Saar mit 7,65 Metern den höchsten Wert seit Beginn der Aufzeichnungen. In Saarbrücken mussten 16 Trafostationen abgeschaltet werden, wodurch es zu Stromausfällen kam. Bei Quierschied brach ein Damm, wodurch das Gelände des Kohlekraftwerks Weiher geflutet wurde. In Ottweiler brachen Dämme, sodass die Altstadt geflutet wurde. Auch das Landratsamt wurde evakuiert und aus Sicherheitsgründen vorsorglich der Strom ausgeschaltet. In Blieskastel wurde die Altstadt überflutet, nachdem sich Wasser aus der Kanalisation hochdrückte. In vielen Kommunen kam es zu Stromausfällen, mancherorts fielen auch Gasversorgung, Internet und Telefon aus. Mindestens 54 Landes- und sechs Bundesstraßen waren am Wochenende vom Hochwasser betroffen, die Stadtautobahn in Saarbrücken war mehrere Tage lang gesperrt, eine Reihe von Straßen erlitt schwere Schäden durch Unterspülungen, weggebrochene Fahrbahnen und Hangrutsche, sodass sie längerfristig gesperrt werden müssen.
In mehreren Orten mussten eingeschlossene Menschen aus den Wassermassen gerettet werden. In Neunkirchen wurden ca. 150 Menschen aus einem Hotel gerettet. Teile von Saarbrücken wurden evakuiert; im Stadtteil Rußhütte mussten Anwohner mit Booten und Amphibienfahrzeugen aus ihren Häusern befreit werden. Auch 100 Bewohner eines Altenheims mussten evakuiert werden. Der Zugverkehr war stark eingeschränkt. Eine Frau wurde von einem Einsatzfahrzeug angefahren und starb. Ebenfalls starb ein Helfer des Roten Kreuzes nach einem Einsatz an Herzversagen.
Insgesamt gab es weit über 4.000 Einsätze, bei denen mehr als 10.000 Rettungskräfte aus mehreren Bundesländern eingesetzt wurden, darunter auch das Technische Hilfswerk und die Bundeswehr. Anke Rehlinger, Ministerpräsidentin des besonders schwer betroffenen Saarlandes, erklärte, die Hochwasserlage dort sei die schlimmste seit dem Jahrhunderthochwasser 1993. Neben Einsatzkräften aus dem Saarland wurden dort für die Bewältigung des Hochwassers auch Helfer aus Hessen, Baden-Württemberg, Rheinland-Pfalz und Bayern eingesetzt.
Das Ausmaß der entstandenen Schäden ist noch unbekannt. Rehlinger äußerte am 20. Mai 2024, das Hochwasser habe zu „massiven Schäden an privatem Eigentum, aber auch an Infrastruktur wie Straßen, Brücken oder auch Kitas“ geführt, mit dessen Folgen das Saarland sicherlich über Jahre zu kämpfen habe.
Der Präsident der Landwirtschaftskammer für das Saarland, Ecker, äußerte, dass wohl über 300 der rund 1100 landwirtschaftlichen Betriebe im Saarland Schäden durch das Hochwasser erlitten haben, vor allem durch Zerstörung und Kontaminierung von Kulturen durch Wasser und Schadstoffe wie ausgelaufenes Heizöl und daraus resultierende Ernteausfälle. Zudem ging er von einem sehr hohen Schneckendruck nach dem Hochwasser aus.

### Rheinland-Pfalz

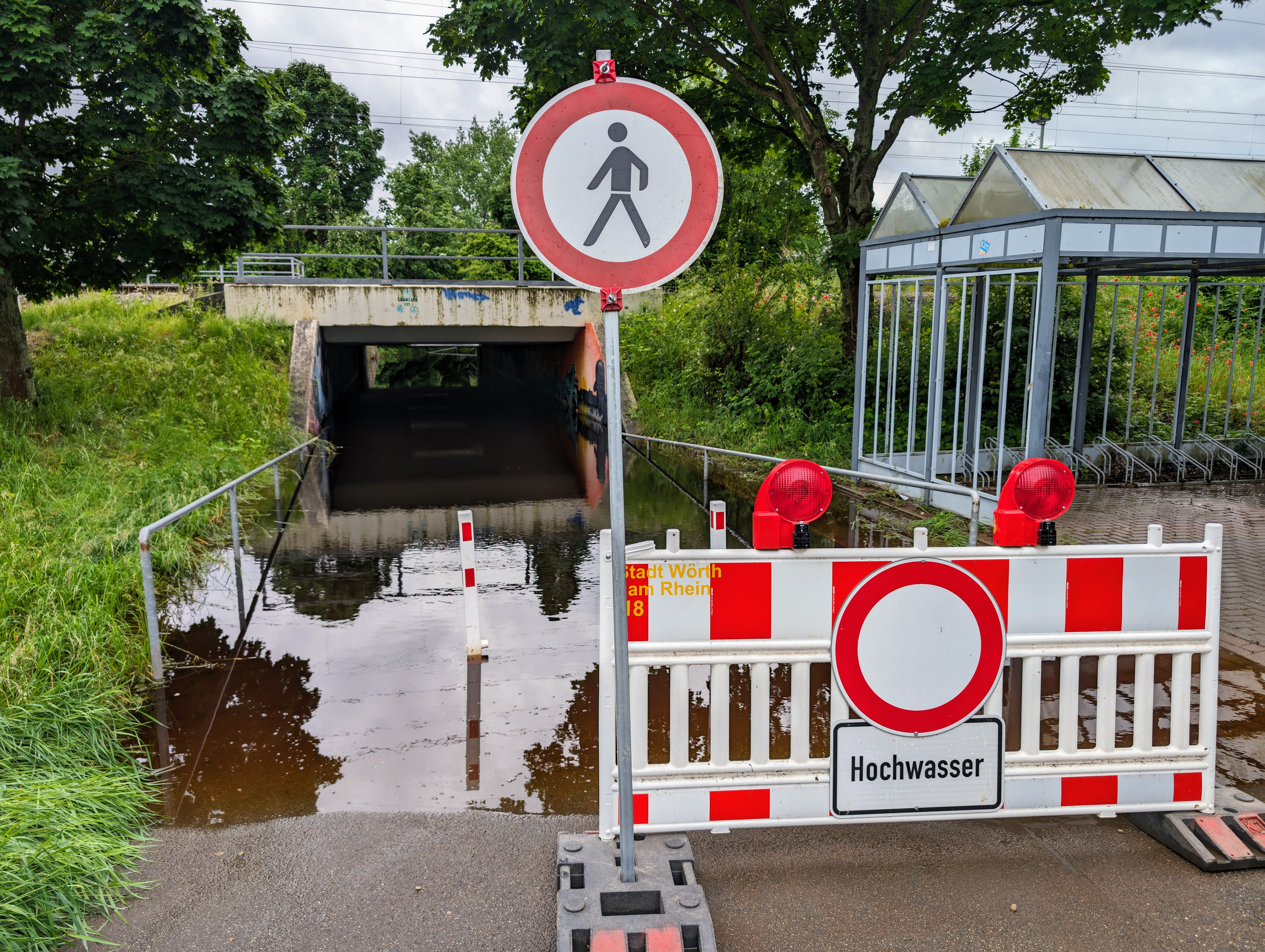
Überflutete Unterführung in Wörth am Rhein

In Rheinland-Pfalz wurden vor allem die Region Trier und die Südwestpfalz in Mitleidenschaft gezogen. Es kam zu überfluteten Straßen und vollgelaufenen Kellern, auch wurden Bäume entwurzelt. Gemeldet wurden viele Schäden an privaten Häusern sowie unpassierbare und beschädigte Straßen. Im Landkreis Trier-Saarburg wurden mehr als 350 Menschen evakuiert, darunter die Bewohner eines Altenheims.

### Frankreich
In Frankreich waren vor allem Gebiete in Moselnähe und im Elsass betroffen. Einer der am stärksten betroffenen Orte war Diemeringen im Département Bas-Rhin, wo etwa 100 Menschen evakuiert wurden. Diemeringen liegt westlich vom Hauptkamm der Vogesen an der Eichel, einem Nebenfluss der Saar.

### Rheinpegel
Durch das Hochwasser stieg der Wasserstand des Rheins um mehrere Meter. 
In Köln zum Beispiel stieg er von 3,92 m (18. Mai 11 Uhr) auf 6,98 m (20. Mai 7 Uhr).

### Schadenssumme
Erste Abschätzungen von Versicherungsunternehmen vom 24. Mai gehen im Saarland und Rheinland-Pfalz von versicherten Schäden in Höhe von ca. 200 Millionen Euro aus. Nicht mit inbegriffen sind in diesem Betrag Schäden an Gebäuden, die keine Elementarschadenversicherung haben – jeweils gut 50 Prozent der Gebäude –, sowie die Schäden an öffentlicher Infrastruktur wie Straßen und Brücken.

### Diskussion um Pflichtversicherung
Der hessische Ministerpräsident Boris Rhein – in seiner Eigenschaft als Vorsitzender der Ministerpräsidentenkonferenz – hat die Bundesregierung (Kabinett Scholz) aufgefordert, eine Versicherungspflicht gegen Elementarschäden einzuführen.
Hintergrund dieser Forderung sind das Hochwasser in Süddeutschland Mai/Juni 2024, das Hochwasser in Südwestdeutschland um Pfingsten 2024 und das verheerende Hochwasser im Ahrtal 2021, das Schäden in einer Größenordnung von 30 Milliarden Euro verursachte.
Deutschland hat nach sehr großen Hochwasserschäden vor vielen Jahren ein „Nationales Hochwasserschutzprogramm“ begonnen. Nur 15 Prozent der Projekte sind in der Bauphase; laut Bundesumweltministerium ist ein Großteil der Maßnahmen noch in Planung oder in der Konzeption.
Bundeskanzler Olaf Scholz und die Länder planten für den 20. Juni 2024 ein Spitzengespräch zum Thema Pflichtversicherung für Elementarschäden.